# Fokker T.I
De Fokker T.I is een militair ontwerpvliegtuig in de Fokker T-serie uit 1920, bedoeld voor het afvuren van torpedo's, het gooien van bommen en voor het uitvoeren van verkenningsvluchten. In 1921 werd er door Fokker een begin gemaakt aan de T-serie toestellen met de T.I. Dit ontwerp kwam echter niet verder dan de tekentafel. De ontwikkeling werd stopgezet doordat in de tussentijd krachtigere motoren waren uitgebracht en er een aantal veranderingen waren, die men aan het toestel wilde aanbrengen.
Het toestel werd al in 1921 opgevolgd door de Fokker T.II, een verbeterde uitvoering waarin de fouten waren verbeterd en men gebruik maakte van de nieuw motoren.